# Châtelet (rivière)
Pour les articles homonymes, voir Châtelet.
Le Châtelet est une rivière française affluent de la Seine. Elle prend sa source aux Écrennes et se jette dans la Seine à Fontaine-le-Port.

## Autres toponymes
- ru des Gouffres ;
- le ru.

## Communes traversées
En Seine-et-Marne
Les Écrennes ~ Le Châtelet-en-Brie ~ Fontaine-le-Port

## Affluents
Le Châtelet a 3 affluents référencés et 1 sous-affluent :
- le ruisseau des Grands Champs , long de 9,20 km [2] sur les communes du Châtelet-en-Brie, Les Écrennes et Pamfou ; 
  - le fossé 01 de la Ferme la Gatellerie, 0,95 km ;
- le fossé 01 du Petit Noyer, 1,52 km ;
- le ru du Bois de Barbeau, 0,70 km.

Donc, le rang de Strahler est de trois.